# Banchus nox
Banchus nox är en stekelart som beskrevs av Morley 1913. Banchus nox ingår i släktet Banchus och familjen brokparasitsteklar. Inga underarter finns listade.